# Gare de Cesson-Sévigné
Gare de Cesson-Sévigné vasútállomás Franciaországban, Cesson-Sévigné településen.

## Vasútvonalak
Az állomást az alábbi vasútvonalak érintik:
- Párizs–Brest-vasútvonal

## Kapcsolódó állomások
A vasútállomáshoz az alábbi állomások vannak a legközelebb:
- Gare de Rennes (Gare de Brest, Párizs–Brest-vasútvonal)
- Gare de Noyal - Acigné (Paris Gare Montparnasse, Párizs–Brest-vasútvonal)